# Muppets Party Cruise
Muppets Party Cruise é o videogame do gênero jogo de festa desenvolvido por Mass Media Inc. e publicado pela TDK Mediactive e Jim Henson Interactive, lançado em 2003 nos consoles GameCube e PlayStation 2. O jogo se passa em um navio de cruzeiro chamado Muppet's Party Cruise. A moeda é a lembrancinha ao desbloquear coisas do menu, mas durante o jogo os jogadores usam os créditos do cruzeiro.
Este foi o último videogame dos Muppets, antes que a franquia ser adquirida pela The Walt Disney Company em 2004.

## Jogabilidade
Muppets Party Cruise tem 6 personagens jogáveis: Kermit, Miss Piggy, Animal, Fozzie, Gonzo e Pepe. Bem como 6 personagens não jogáveis: Staler e Waldorf, Rowlf, Rizzo, Chef Sueco, Sam the Eagle, Bunsen e Beaker. 30 minijogos, 15 dos quais o jogador deve desbloquear.E 5 níveis: a sala de máquinas, quartos da tripulação, cabines de qualidade, suítes Star e cabines reais. Os jogadores também podem escolher entre um cruzeiro longo e um cruzeiro curto
Em um cruzeiro longo, os jogadores podem vagar livremente em um navio de cruzeiro de azulejos. Eles rolam no início de sua rodada e só podem ir até aquele número definido de espaços. Ao redor das paredes do navio de cruzeiro existem portas; entrar nos azuis, vermelhos ou verdes inicia minijogos multijogador (isso é referenciado no Muppet's Party Rap) e entrar nos amarelos recompensa os jogadores com jogos de um jogador no estilo loteria, nos quais o jogador pode ganhar mais créditos de cruzeiro . Quando um jogador ganha um minijogo acessado por uma porta vermelha, azul ou verde, ele recebe um favor do partido dessa cor. Quando um jogador recebe lembrancinhas suficientes, o jogo termina e o total de lembrancinhas coletados por todos os jogadores é adicionado ao saldo do save, o que pode desbloquear minijogos.
No cruzeiro curto, o primeiro jogador pode selecionar um minijogo para todos competirem, mas nenhuma lembrança é ganha.

## História
Os Muppets famosos estão partindo em um longo e aguardado cruzeiro. Infelizmente para eles, os magníficos Muppets se encontram presos no convés inferior do barco. Eles desenvolvem um plano para sair, no entanto, no qual montam minijogos divertidos em suas cabines para ganhar lembrancinhas. Os jogadores usam as lembrancinhas para desbloquear minijogos e batalhar para subir cinco decks, levando à Primeira Classe.

## Recepção
O jogo recebeu críticas "médias", de acordo com o videogame review score aggregator Metacritic.